# Evangelický kostel apoštolů Petra a Pavla Na Nivách (Český Těšín)
Evangelický kostel apoštolů Petra a Pavla Na Nivách je kostelem Slezské církve evangelické augsburského vyznání v Českém Těšíně.
Kostel byl vystavěn na půdorysu řeckého kříže podle projektu architekta Edwarda Davida. Projekt nesoucí novogotické prvky byl již v době svého vzniku pokládán za anachronický. Posvěcen byl roku 1932. Oltář zhotovil řezbář Henryk Nitra z Dolních Bludovic.
V letech 1995–2011 byl kostel užíván též sborem LECAV.
Roku 2020 byl výrazně renovován a barevně změněn interiér kostela.
V kostele se v presbytáři nachází pamětní deska Józefa Bergera.